# Mathias Bourgue
Mathias Bourgue (* 18. Januar 1994 in Avignon) ist ein französischer Tennisspieler.

## Karriere
Bourgue spielt hauptsächlich auf der ATP Challenger Tour und der ITF Future Tour. Er feierte bislang neun Turniersiege auf der Future Tour im Einzel. Sein Debüt im Doppel auf der ATP World Tour gab er im Mai 2014 bei den French Open, als er an der Seite von Paul-Henri Mathieu mit einer Wildcard im Doppel antrat; sie verloren ihre Auftaktpartie in zwei Sätzen gegen Jérémy Chardy und Oliver Marach.

## Erfolge
| Legende (Anzahl der Siege)  |
| Grand Slam                  |
| ATP World Tour Finals       |
| ATP World Tour Masters 1000 |
| ATP World Tour 500          |
| ATP World Tour 250          |
| ATP Challenger Tour (2)     |

### Einzel

#### Turniersieg
| Nr. | Datum            | Turnier   | Belag         | Finalgegner             | Ergebnis      |
| --- | ---------------- | --------- | ------------- | ----------------------- | ------------- |
| 1.  | 21. Juni 2015    | Blois     | Sand          | Daniel Muñoz de la Nava | 2:6, 6:4, 6:2 |
| 2.  | 19. Februar 2017 | Cherbourg | Hartplatz (i) | Maximilian Marterer     | 6:3, 7:63     |